# Wiesenbrütergebiete im Unteren Isartal
Wiesenbrütergebiete im Unteren Isartal este o arie protejată (arie de protecție specială avifaunistică — SPA) din Germania întinsă pe o suprafață de 1.386,04 ha, integral pe uscat.

## Localizare
Centrul sitului Wiesenbrütergebiete im Unteren Isartal este situat la coordonatele 48°40′15″N 12°31′29″E / 48.6708°N 12.5247°E.

## Înființare
Situl Wiesenbrütergebiete im Unteren Isartal a fost declarat arie de protecție specială avifaunistică în septembrie 2006 pentru a proteja 15 specii de animale.

## Biodiversitate
Situată în ecoregiunea continentală, aria protejată nu include niciun habitat protejat.
La baza desemnării sitului se află mai multe specii protejate de  păsări (15): erete de stuf (Circus aeruginosus), erete vânăt (Circus cyaneus), prepeliță (Coturnix coturnix), cristeiul de câmp (Crex crex), egretă albă (Egretta alba), sfrâncioc roșiatic (Lanius collurio), gușă albastră (Luscinia svecica), presură sură (Miliaria calandra), codobatura galbenă (Motacilla flava), Numenius arquata arquata, bătăuș (Philomachus pugnax), mărăcinar (Saxicola rubetra), silvie de câmp (Sylvia communis), fluierarul cu picioare roșii (Tringa totanus), nagâț (Vanellus vanellus).